# Gheorghe Tătărescu

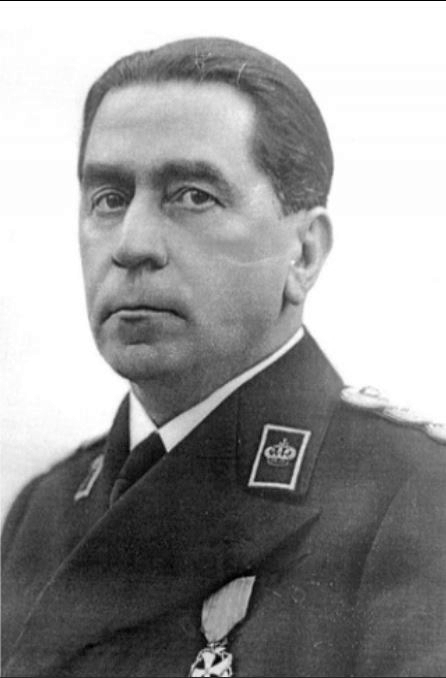
Gheorghe Tătărescu

Gheorghe Tătărescu (* 2. November bzw. 22. Dezember 1886 bzw. 1892 in Craiova bzw. Târgu Jiu, Rumänien; † 28. März bzw. 29. März 1957 in Bukarest) war ein rumänischer Politiker der Partidul Național Liberal (PNL). Er war von 1934 bis 1937 und 1939 bis 1940 Ministerpräsident sowie zweimal Vizepremier und Außenminister Rumäniens (zuletzt 1945–1947). Er lavierte zwischen faschistischen und kommunistischen Kräften, ohne letztlich Faschismus oder Kommunismus verhindern zu können.

## Leben und Wirken
Zum Ort und Datum der Geburt Tatărescus gibt es sehr unterschiedliche Angaben.
Der Sohn des Generals Nicolae Tătărescu studierte in Paris Jura, kehrte zurück als Doktor der Rechte und arbeitete in Bukarest zunächst als Rechtsanwalt.
Ab 1919 saß Gheorghe Tătărescu für Ionel Brătianus National-Liberale Partei (Partidul Național Liberal) im Parlament und war von 1922 bis 1926 Staatssekretär des Innenministers in Ionel Brătianus Regierung bzw. nach Ionels Tod von 1927 bis 1928 auch in Vintilă Brătianus Regierung. Innerhalb der National-Liberalen Partei war er ab 1931 Generalsekretär. Unter Ion Duca wurde Tătărescu im November 1933 zunächst Minister für Industrie und Handel, nach Ducas Ermordung dann war er von Januar 1934 bis Dezember 1937 selbst Ministerpräsident und Rüstungsminister sowie 1937 zudem Innenminister.
Anders als sein parteiinterner Rivale Dinu Brătianu stand Tătărescu dem rumänischen König Carol II. nahe und war daher auch nach der Errichtung der Königsdiktatur und dem Verbot aller Parteien von Februar bis März 1938 kurzzeitig Vizepremier und Außenminister in der Regierung des parteilosen Patriarchen Miron Cristea, wofür Tătărescu und seine als „Dissidenten“ bezeichneten Anhänger aus Brătianus Partei ausgeschlossen wurden. (Neuer Generalsekretär wurde Bebe Brătianu.) Von Dezember 1938 bis Juni 1939 war Tătărescu, der als profranzösisch galt, Rumäniens Botschafter in Paris, ehe er von Carol II. zum Mitglied im Kronrat und im November 1939 nochmals zum Ministerpräsidenten ernannt wurde. Nach der im Lande unpopulären, aber angesichts des Hitler-Stalin-Pakts unvermeidlichen Annahme des sowjetischen Ultimatums zur Rückgabe Bessarabiens musste Tătărescu im Juli 1940 zurücktreten und wurde nochmals kurzzeitig Botschafter in Paris. Auch der König musste abdanken, und gegenüber der darauffolgenden faschistischen Militärdiktatur Ion Antonescus hielt sich Tătărescu zunächst zurück.
Nach der Beteiligung Rumäniens am Überfall Deutschlands auf die Sowjetunion 1941, vor allem aber angesichts der rumänischen Niederlage, suchte Tătărescu ab 1943 Kontakte zur Sowjetunion und bildete am 26. Mai 1944 eine antifaschistische Oppositionsallianz mit der Kommunistischen Partei, der sich am 20. Juni 1944 auch Brătianu anschloss. Beide unterstützten die Revolution vom 23. August 1944 und unter den darauffolgenden Übergangsregierungen Constantin Sănătescu und Nicolae Rădescu waren Dinu bzw. Bebe Brătianu bis zum 6. März 1945 Minister, während Tătărescu im Dezember 1944 seine eigene National-Liberale Partei gegründet hatte.
Der im März 1945 von Petru Groza gebildeten, kommunistisch geführten Koalitionsregierung schloss sich Brătianu im Gegensatz zu Tătărescu nicht an. Tătărescu wurde erneut Vizepremier und Außenminister. Als Außenminister unterzeichnete Tătărescu im Februar 1947 in Paris den Friedensvertrag mit den Alliierten, der Rumänien zumindest Nordsiebenbürgen, wenn auch nicht Bessarabien zurückgab. Tătărescu opponierte gegen die kommunistische Umgestaltung Rumäniens und musste daher schließlich im November 1947 nach einem Misstrauensvotum des Parlaments zurücktreten. Sein Nachfolger als Parteichef wurde Petre Bejan. Danach wurde Tătărescu zunächst von der Politik ferngehalten, d. h., er wurde von der Polizei unter Hausarrest gestellt bzw. ins Sighet-Gefängnis verbracht. Im Rahmen einer Amnestie kam er im Herbst 1955 wieder frei und übernahm den Vorsitz des staatlichen Repatriierungskomitees.
Gheorghes Bruder Alexandru Tătărescu (1888–1954) war General, sein zweiter Bruder Stefan Tătărescu (1890–1970) war in den 1930ern der Führer einer kurzlebigen faschistischen Partei. Der dritte Bruder, Emanuel (Emanoil) Tătărescu (1892–1981) war 1927–1928 kurzzeitig Bürgermeister von Craiova. Gheorghe Tătărescu war verheiratet mit Arethia Tătărescu (geb. Arethia Piteșteanu, 1889–1968), ihre Tochter war Sanda Tătărescu-Negropontes (1919–2009).

## Anmerkung
1. ↑  Da Ministerpräsident Brătianu bis 1926 gleichzeitig auch Innenminister war, war Tătărescu als sein Staatssekretär dessen Stellvertreter und de facto der eigentliche Inhaber des Innenressorts. Als solcher ließ er beispielsweise 1924 die bessarabischen Aufständischen von Tatarbunary bombardieren.